# EPrix van Rome
De ePrix van Rome is een race uit het Formule E-kampioenschap. In 2018 maakte de race haar debuut op de kalender als de zevende race van het vierde seizoen. De race wordt gehouden op het Circuito cittadino dell'EUR.

## Geschiedenis
De eerste ePrix van Rome werd gehouden op 14 april 2018 en werd gewonnen door Sam Bird voor het team DS Virgin Racing, nadat Felix Rosenqvist, die lange tijd aan de leiding lag, een ongeluk meemaakte.
In 2021 vonden twee races op een verlengd circuit plaats.

## Resultaten
| Editie | Seizoen   | Circuit | Winnaar                                      | Tweede                                     | Derde                                            | Pole position                                | Snelste ronde                                |
| ------ | --------- | ------- | -------------------------------------------- | ------------------------------------------ | ------------------------------------------------ | -------------------------------------------- | -------------------------------------------- |
| 1      | 2017-2018 | Rome    | Sam Bird DS Virgin Racing                    | Lucas di Grassi Audi Sport ABT Schaeffler  | André Lotterer Techeetah                         | Felix Rosenqvist Mahindra Racing             | Daniel Abt Audi Sport ABT Schaeffler         |
| 2      | 2018-2019 | Rome    | Mitch Evans Panasonic Jaguar Racing          | André Lotterer DS Techeetah Formula E Team | Stoffel Vandoorne HWA Racelab                    | André Lotterer DS Techeetah Formula E Team   | Jean-Éric Vergne DS Techeetah Formula E Team |
| 3      | 2020-2021 | Rome    | Jean-Éric Vergne DS Techeetah                | Sam Bird Panasonic Jaguar Racing           | Mitch Evans Panasonic Jaguar Racing              | Stoffel Vandoorne Mercedes-EQ Formula E Team | Mitch Evans Panasonic Jaguar Racing          |
| 3      | 2020-2021 | Rome    | Stoffel Vandoorne Mercedes-EQ Formula E Team | Alexander Sims Mahindra Racing             | Pascal Wehrlein TAG Heuer Porsche Formula E Team | Nick Cassidy Envision Virgin Racing          | Nyck de Vries Mercedes-EQ Formula E Team     |
| 4      | 2021-2022 | Rome    | Mitch Evans Jaguar TCS Racing                | Robin Frijns Envision Racing               | Stoffel Vandoorne Mercedes-EQ Formula E Team     | Stoffel Vandoorne Mercedes-EQ Formula E Team | Lucas di Grassi ROKiT Venturi Racing         |
| 4      | 2021-2022 | Rome    | Mitch Evans Jaguar TCS Racing                | Jean-Éric Vergne DS Techeetah              | Robin Frijns Envision Racing                     | Jean-Éric Vergne DS Techeetah                | Robin Frijns Envision Racing                 |
| 5      | 2022-2023 | Rome    | Mitch Evans Jaguar TCS Racing                | Nick Cassidy Envision Racing               | Maximilian Günther Maserati MSG Racing           | Mitch Evans Jaguar TCS Racing                | Mitch Evans Jaguar TCS Racing                |
| 5      | 2022-2023 | Rome    | Jake Dennis Avalanche Andretti Formula E     | Norman Nato Nissan Formula E Team          | Sam Bird Jaguar TCS Racing                       | Jake Dennis Avalanche Andretti Formula E     | Jean-Éric Vergne DS Penske                   |